# Mark Morrisroe
Mark Morrisroe (Malden, Massachusetts, 10 de enero de 1959-Jersey City, Nueva Jersey, 24 de julio de 1989) fue un artista estadounidense, conocido por sus performances y por su trabajo como fotógrafo. Contribuyó al desarrollo de la cultura punk en Boston en la década de 1970 y a la gran eclosión mundial del punk en Nueva York a mediados de los años 1980. En el momento de su muerte, la producción artística de Morrisroe rondaba las 2000 obras. Como fotógrafo, pertenece a la llamada Escuela de Boston. Su obra se caracteriza por el experimentalismo y por su naturalidad a la hora de abordar asuntos tales como la vida marginal, la homosexualidad, la prostitución masculina o la enfermedad.

## Biografía
Su madre era adicta a las drogas y era inquilina de Albert DeSalvo, el criminal conocido como el Estrangulador de Boston (Morrisroe a menudo aseguraba ser su hijo ilegítimo). Con quince años abandonó la casa materna y comenzó a prostituirse bajo el nombre de Mark Dirt. Cuando tenía 17 años, recibió un disparo por la espalda de uno de sus clientes. La bala se le quedó alojada cerca de su columna vertebral de por vida. Este hecho influyó poderosamente en el arte de Morrisroe, quien a menudo incorporó a sus obras imágenes de chaperos jóvenes y de radiografías de su pecho herido. Morrisroe asistió la Escuela del Museo de Bellas Artes de Boston, donde hizo amistad con otros alumnos que pronto se convertirían en artistas famosos, como Nan Goldin, David Armstrong, Philip-Lorca diCorcia, Stephen Tashjian (conocido como Tabboo!, con quien fundará el dúo de drag-queens "Clam Twins"), Gail Thacker y Pat Hearn. El novio de Morrisroe mientras vivió en Boston fue el artista Johnathan Pierson, que luego cambió su nombre a Jack Pierson. Se graduó en la Escuela del Museo con excelentes calificaciones.
Durante su tiempo de estudios, realizó actuaciones bajo la apariencia de drag-queen, interpretando un personaje de su invención que llamó Sweet Raspberry («Dulce Frambuesa»). Cofundó junto a Lynelle White una revista titulada Dirt Magazine, en la que publicaban noticias falsas y chismes sobre famosos, especialmente de Boston.
Morrisroe, enfermo de sida murió en julio de 1989. Sus cenizas se esparcieron en McMinnville (Oregón), en la granja de su último novio, Ramsey McPhillips.  

## Carrera fotográfica
Comenzó cuando recibió un patrocinio de la empresa Polaroid, que le proporcionó películas y carretes para su cámara instantánea. Gracias a esto pudo experimentar nuevas técnicas fotográficas, con montajes, recortes, manipulando con pintura las imágenes, añadiendo notas escritas a mano, dedicatorias, apuntes biográficos, realizando montajes con dos negativos sobre un mismo asunto (lo que él llamó fotos "sándwich", etc.). Las fotografías de Morrisroe casi siempre son retratos (excepcionalmente hizo algún paisaje o alguna foto exterior) que poseen un destacado componente autobiográfico. Su tema principal es él mismo y sus amigos y amantes, el ambiente de marginalidad en el que se desarrolla su vida, captado siempre con gran inmediatez y sinceridad, sin rehuir lo escabroso. Su obra es un testimonio de autoafirmación: muestra comportamientos mal vistos por la sociedad (homosexualidad, drogas, prostitución) con un nuevo tipo de realismo que influirá poderosamente en el desarrollo de la fotografía.

## Exposiciones
A partir de 1985, su obra se exhibió en la Galería Pat Hearn, donde tuvo exposiciones individuales en 1986 y 1988 y participó en otras colectivas, como la comisariada por Robert Mapplethorpe titulada Split Vision (1985) o la comisariada por Nan Goldin Witnesses: Against Our Vanishing (1989).
Tras su muerte, se le dedicó una exposición en la Escuela de Boston (1995), al cuidado de Lia Gangitono).
Otras exposiciones importantes de su obra han sido:
- 1997: Mark Morrisroe, 1959 - 1989, Neue Gesellschaft fur Bildende Kunst, Berlín.
- 1997: My Life: Mark Morrisroe, Polaroids 1977 - 1989, MOCA, Los Ángeles.
- 2010: Fotomuseum Winterthur, Suiza.
- 2011: Mark Morrisroe: From This Moment On. A cargo de Richard Birkett y Stefan Kalmar. Artists Space. Nueva York.
- 2012: Mark Morrisroe. Villa Stuck, Múnich.

## Filmografía
Entre 1981 y 1984, Morrisroe grabó en super-8 tres películas de bajo presupuesto, tituladas The Laziest Girl in Town (1981), Hello from Bertha (1983) y Nymph-O-Maniac (1984). Estas películas muestran influencias de John Waters y Jack Smith.
En 2002, el director Curtis Burz rodó un corto sobre la obra fotográfica de Morrisroe titulado Mark Morrisroe. Polaroids 1959-1989.